# 巴黎统筹委员会
巴黎统筹委员会简称巴统，正式名称为输出管制统筹委员会（英語：Coordinating Committee for Multilateral Export Controls，英文缩写为 ）。是二战结束后的冷战时期，西方国家反共自由世界建立的一个针对经济互助委员会国家实行禁运和贸易限制的、不公开对外的、没有条约的非正式国际组织。该委员会于1950年1月开始活动。
巴黎统筹委员会于1994年3月31日正式宣布解散，它所制定的禁运物品列表后来被所继承。

## 成员国
巴黎统筹委员会共有17个成员国：
- 比利时
- 西德
- 加拿大
- 丹麦
- 法國
- 希腊
- 義大利
- 日本
- 盧森堡
- 荷蘭
- 挪威
- 葡萄牙
- 西班牙
- 土耳其
- 英国
- 美国

另外有一些合作的国家，如 奥地利、 芬兰、 爱尔兰、 、 新西兰、 瑞典和 瑞士。

## 组织机构
- 决策机构：咨询小组，由各会员国派高级官员参加
- 调整委员会：执行对苏联及东欧各社会主义国家的禁运，1950年成立
- 中国委员会：对中国禁运的执行机构，1952年成立

## 相关法律
在美国，根据巴黎统筹委员会的相关规定制订了国会通过的《出口管理法》（EAA，Export Administration Act）和美国商务部根据该法制订的《出口管理条例》（EAR，Export Administration Regulations）。武器及其技术出口管制方面，美国于1954年制订了《原子能法》（AEA，Atomic Energy Act）及1976年制订的《武器出口控制法》（AECA，Arms Export Control Act），美国国务院则通过《国际武器贸易条例》（ITAR， International Traffic in Arms Regulations）来实施《武器出口管制法》（AECA）。